# 籍忠宣
籍忠宣（1867年—1908年），字陆侪，直隶任邱人，清朝进士、官员。

## 生平
光绪十八年（1892年），籍忠宣中进士；同年五月，授内阁中书，山东候补同知。其弟籍忠寅早年曾随他学习。光緒三十四年（1908年），籍忠宣在济南因病突然去世。当时籍忠寅正在济南看望，遂为其料理了后事。

## 家庭
- 弟：籍忠寅
- 子：籍孝箴籍孝篪
  - 孙子：籍传实籍传茂